# الخاندرو کاتنا
الخاندرو کاتنا (انگلیسی: Alejandro Catena؛ زادهٔ ۲۸ اکتبر ۱۹۹۴) بازیکن فوتبال اهل اسپانیا است.